# Viktor & Rolf
Viktor & Rolf ist ein niederländisches Luxus-Modelabel, das 1993 von Viktor Horsting und Rolf Snoeren gegründet wurde.

## Geschichte
Viktor Horsting und Rolf Snoeren lernten sich 1988 während ihres Studiums an der Academy of Art and Design in Arnheim kennen. Nach ihrem Abschluss 1992 begründeten sie ihre gemeinsame Firma.
1998 fand ihre erste Haute-Couture-Schau in Paris statt. Im Jahr 2000 veröffentlichten sie ihre erste Ready-to-Wear-Kollektion „Stars & Stripes“ in Paris. Ihre erste Herrenkollektion wurde 2003 in Florenz vorgestellt. Zwei Jahre später wurde das erste Damenparfüm „Flowerbomb“ präsentiert. Ein Jahr darauf folgte das erste Herrenparfum „Antidote“.
Im Jahr 2008 wurde eine strategische Partnerschaft mit Renzo Rossos OTB Group bekannt gegeben. 2013 eröffnete das Unternehmen seine erste Flagship-Boutique in Paris.

## Geschäftsentwicklung
Nachdem 2008 die italienische OTB Gruppe 51 Prozent der Unternehmensanteile übernommen hatte, stockte die Fashionholding ihre Beteiligung im Jahr 2019 auf 70 % auf.
Die Flowerbomb- und Spicebomb-Reihen in der Parfumsparte erleben einen beachtlichen kommerziellen Erfolg und belegen häufig vordere Plätze in Umfragelisten.